# Peng Dehuai

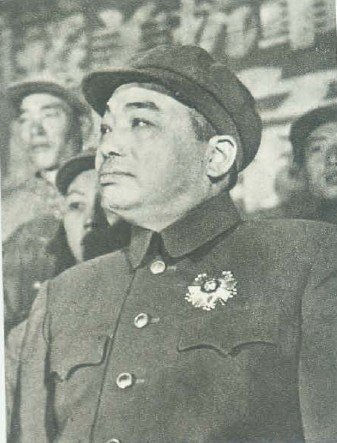
Peng in 1950

Peng Dehuai (Chinees: 彭德怀; pinyin: Péng Déhuái) (arrondissement Shixiang (Xiangtan, Hunan), 24 oktober 1898 – Beijing, 29 november 1974) was een Chinees militair leider en politicus.

## Jeugd en vroege loopbaan
Peng groeide op in de prefectuur Xiangtan, waar ook Mao Zedong geboren was en opgroeide. Over zijn familieachtergrond is wat onduidelijkheid: zijn vader zou handelaar en kleine landeigenaar geweest zijn, maar volgens anderen een arme dan wel rijke boer. Volgens Peng Dehuai zelf was zijn vader een boer van de lagere middenklasse, leefde de familie in een hut met rieten dak, en hadden ze negen mu (ca. 0,6 hectare), waarop ze gewassen verbouwden. Peng Dehuai ging zelf een aantal jaar naar school. Volgens de meeste bronnen overleed zijn moeder in 1905, en in diezelfde tijd verviel het gezin tot armoede. In 1908 moest Peng Dehuai zelfs om voedsel bedelen en begon hij aan een reeks baantjes. Zo kwam hij in 1911-1912 een jaar in de mijnen te werken. Het jaar daarop nam Peng deel aan een protest tegen plaatselijke handelaren die op het moment dat er een hongersnood was uitgebroken graan hadden opgeslagen om de prijs op te drijven. Als gevolg hiervan werd er een arrestatiebevel tegen hem uitgevaardigd en moest hij vluchten. Nog voor hij achttien was, in maart 1916, ging hij naar Changsha en ging hij er het leger in. Daar begon hij zich ook voor politiek te interesseren, en maakte hij gestaag promotie, zodat hij in 1921 officier werd. Vijf jaar later werd de divisie van Peng ingelijfd in het partijleger van de Kwomintang (KMT), zodat hij in dienst ervan kwam, hoewel Peng naar eigen zeggen nooit lid van de KMT is geworden. In het geheim werd hij lid van de Communistische Partij van China (CPC), in 1928. Enkele maanden later kwam hij openlijk uit voor zijn communistische sympathieën en werd hij commandant in het Rode Leger.

## Militaire en politieke loopbaan
Op 25 november 1931 werd Peng een van de twee vice-voorzitters van het Centrale Revolutionaire Militaire Comité, dat aan het hoofd stond van de militaire troepen van de CPC. Later, in 1934, werd hij ook lid van het Centraal Comité en van het Politbureau, eerst als plaatsvervangend lid, en in 1945 als vast lid. Net als veel andere communistische leiders nam hij deel aan de Lange Mars in 1934-1935. Van 1937 tot 1945, tijdens de Chinees-Japanse Oorlog, was hij plaatsvervangend opperbevelhebber van het Achtste Routeleger, waarmee hij de een na hoogste militair in de CPC was, na Zhu De. Met Zhu leidde hij het Achtste Routeleger in een guerrillaoorlog tegen de Japanners. In 1945 werd Peng benoemd tot hoofd van de generale staf. Tijdens de Chinese Burgeroorlog (1946-1949) was hij plaatsvervangend opperbevelhebber van het Volksbevrijdingsleger. Zo 'bevrijdde' hij vijf provincies in het noordwesten van China in 1949. Hierna bekleedde hij nog andere militaire en politieke posities.
In de Koreaanse Oorlog werd Peng opperbevelhebber van de Chinese troepen in Korea. Tijdens de Koreaanse Oorlog kwam Peng in botsing met Mao Zedong over het militaire beleid. Peng tekende de wapenstilstand in Panmunjeom.

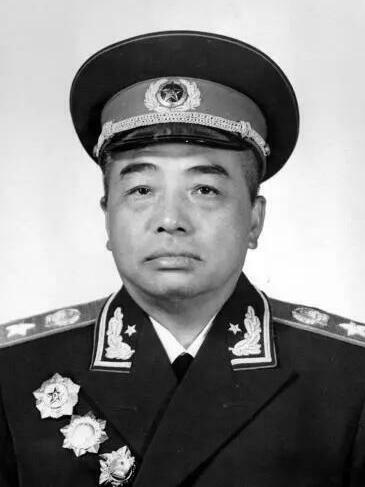
Peng in het uniform van maarschalk

In 1954 werd Peng minister van Defensie en lid van het Politbureau, en in 1955 kreeg hij de titel 'veldmaarschalk'. Onder zijn leiding werd het Volksbevrijdingsleger geprofessionaliseerd.

## Val: de Conferentie van Lushan
Op juli en augustus 1959 belegde de top van de CPC een conferentie in Lushan, waarop onder andere het economische beleid van de rampzalig verlopende Grote Sprong Voorwaarts werd besproken. Nadat Peng op de conferentie al een aantal maal kritische opmerkingen had gemaakt, stuurde hij op 14 juli een brief aan Mao toen hij het idee kreeg dat hij de enige was die kritiek durfde te uiten. Weliswaar prees hij in de brief onder andere de industriële en agrarische groei door de Grote Sprong Voorwaarts, maar hij wees ook op verschillende fouten waarvan volgens hem geleerd moest worden. Zo sprak hij van "Kleinburgerlijke exaltatie die ons te gemakkelijk geneigd maakt tot linkse dwalingen." Deze brief werd verspreid onder de bezoekers van de conferentie. Van enkelen kreeg Peng expliciete steun, terwijl een meerderheid van het Centraal Comité hem stilzwijgend steunde. Mao verzette zich echter hevig tegen de kritiek, en met steun van president Liu Shaoqi en van Zhou Enlai werd uiteindelijk de politieke richting van Peng afgekeurd. Peng werd daarbij gedwongen een brief aan Mao te schrijven waarin hij toegaf dat hij fout zat. De functies in regering en partij werden hem en enkele medestanders afgenomen, hoewel Peng wel lid bleef van het Politbureau. Zijn ministerspost ging over op Lin Biao, die openlijk steun voor Mao uit had gesproken.
In september 1965 werd Peng deels gerehabiliteerd. Hij kreeg een lagere politieke functie in Sichuan. Daar werd hij echter in december 1966, een half jaar na het begin van de Culturele Revolutie, opgepakt door Rode Gardisten, in opdracht van Jiang Qing. Hij werd naar Beijing gebracht om daar te worden berecht. De Rode Gardisten vernederden en mishandelden hem tijdens strijdbijeenkomsten. Ook werd hij talloze malen verhoord. Door de Bende van Vier en anderen werd hij diverse malen betiteld als 'verrader'. Hij bleef gevangen zitten, kreeg in 1972 kanker en overleed in 1974.
In december 1978, dus vier jaar na zijn dood, werd Peng volledig gerehabiliteerd door de CPC.

## Typering
Peng had een uitgesproken karakter. Zichzelf typeerde hij als volgt: "Ik ben een eenvoudig man, een beetje van het soort van Tsjang Féi, net zo ruw, maar niet zo scherpzinnig."
De Belgische sinoloog Simon Leys beschreef Peng als volgt: hij "was een geduchte figuur: een onbehouwen, vurige en woeste persoonlijkheid (...), die een legendarisch prestige genoot bij de massa's (...). Hij beschikte niet over enige academische scholing en de spitsvondigheden en kronkelgangen van de politieke tactiek waren hem altijd vreemd gebleven."
- CiNii: DA04758966
- Gemeinsame Normdatei: 1012943585
- International Standard Name Identifier: 0000 0001 2036 9890
- Library of Congress Control Number: n81063473
- Nationale Bibliotheek van Letland: 000084649
- National Archives and Records Administration: 10568042
- Bibliotheek van het Japanse parlement: 00536033
- Nationale Bibliotheek van Tsjechië: jo2016903193
- Nationale bibliotheek van Australië: 36730191
- Nationale Bibliotheek van Israël: 987007266434305171
- Nederlandse Thesaurus van Auteursnamen: 151597200
- SNAC: w6h44jtr
- Système universitaire de documentation: 187522200
- Trove: 1438092
- Virtual International Authority File: 18544334
- WorldCat: E39PBJfMhVVqv9hqKMYMXMWFKd